# 中江 (名古屋市)
中江（なかえ）は、愛知県名古屋市南区の地名。現行行政地名は中江一丁目及び中江二丁目。住居表示実施。

## 地理
名古屋市南区北東部に位置する。東は天白町、西は桜台二丁目、南は鶴里町、北は鶴田一丁目・鶴田二丁目に接する。

## 歴史

### 町名の由来
八事を水源として当地を流れる中江用水の名に由来するという。

### 沿革
- 1946年（昭和21年）11月11日 - 南区呼続町の一部により、同区中江町が成立する[1]。
- 1947年（昭和22年）9月1日 - 呼続町の一部を編入する[1]。
- 1986年（昭和61年）9月16日 - 南区中江一丁目が中江町・鯛取通・東浦通の各一部により、中江二丁目が中江町・鯛取通・鶴田町の各一部によりそれぞれ成立する[1]。また、中江町は中江一丁目および中江二丁目・鶴田一丁目および鶴田二丁目にそれぞれ編入され消滅[1]。

## 世帯数と人口
2019年（平成31年）4月1日現在の世帯数と人口は以下の通りである。
| 丁目       | 世帯数  | 人口    |
| ---------- | ------- | ------- |
| 中江一丁目 | 123世帯 | 233人   |
| 中江二丁目 | 485世帯 | 952人   |
| 計         | 608世帯 | 1,185人 |

### 人口の変遷
国勢調査による人口の推移
| 2000年（平成12年） | 1,185人 | [ WEB 6 ] |  |
| 2005年（平成17年） | 1,127人 | [ WEB 7 ] |  |
| 2010年（平成22年） | 1,103人 | [ WEB 8 ] |  |
| 2015年（平成27年） | 1,180人 | [ WEB 9 ] |  |

## 学区
市立小・中学校に通う場合、学校等は以下の通りとなる。また、公立高等学校に通う場合の学区は以下の通りとなる。
| 丁目       | 番・番地等 | 小学校             | 中学校               | 高等学校 |
| ---------- | ---------- | ------------------ | -------------------- | -------- |
| 中江一丁目 | 全域       | 名古屋市立桜小学校 | 名古屋市立桜田中学校 | 尾張学区 |
| 中江二丁目 | 全域       | 名古屋市立桜小学校 | 名古屋市立桜田中学校 | 尾張学区 |

## 施設
- 名古屋市立桜田中学校[2]
- 桜田地域スポーツセンター[2]
- 中江公園[2]
- 中江用水緑道[3]

## その他

### 日本郵便
- 郵便番号 : 457-0004[WEB 3]（集配局：名古屋南郵便局[WEB 12]）。

### WEB
1. ↑  “愛知県名古屋市南区の町丁・字一覧”.   人口統計ラボ. 2017年10月7日閲覧。
2. 1 2  “町・丁目(大字)別、年齢(10歳階級)別公簿人口(全市・区別)”.   名古屋市 (2019年4月22日). 2019年4月23日閲覧。
3. 1 2  “郵便番号”.  日本郵便. 2019年3月17日閲覧。
4. ↑  “市外局番の一覧”.   総務省. 2019年1月6日閲覧。
5. 1 2  名古屋市役所市民経済局地域振興部住民課町名表示係 (2015年10月21日). “南区の町名一覧”.   名古屋市. 2017年10月7日閲覧。
6. ↑  名古屋市役所総務局企画部統計課統計係 (2005年7月1日). “（刊行物）名古屋の町(大字)・丁目別人口 (平成12年国勢調査) 南区” (XLS). 2017年10月8日閲覧。
7. ↑  名古屋市役所総務局企画部統計課統計係 (2007年6月29日). “平成17年国勢調査　名古屋の町(大字)別・年齢別人口 南区” (XLS). 2017年10月8日閲覧。
8. ↑  名古屋市役所総務局企画部統計課統計係 (2012年6月29日). “平成22年国勢調査　名古屋の町(大字)別・年齢別人口 南区” (XLS). 2017年10月8日閲覧。
9. ↑  名古屋市役所総務局企画部統計課統計係 (2017年7月7日). “平成27年国勢調査　名古屋の町(大字)別・年齢別人口” (XLS). 2017年10月8日閲覧。
10. ↑  “市立小・中学校の通学区域一覧”.   名古屋市 (2018年11月10日). 2019年1月14日閲覧。
11. ↑  “平成29年度以降の愛知県公立高等学校（全日制課程）入学者選抜における通学区域並びに群及びグループ分け案について”.   愛知県教育委員会 (2015年2月16日). 2019年1月14日閲覧。
12. ↑  “郵便番号簿 2018年度版” (PDF).   日本郵便. 2019年4月23日閲覧。

### 文献
1. 1 2 3 4 5 6 7  名古屋市計画局 1992, p. 849.
2. 1 2 3 4 5  「角川日本地名大辞典」編纂委員会 1989, p. 1543.
3. 1 2  名古屋市計画局 1992, p. 578.